# Nicolas Poussin
Nicolas Poussin (15 tháng 6 năm 1594 - 19 tháng 11 năm 1665) là một họa sĩ người Pháp thuộc trường phái cổ điển. Các tác phẩm hội họa của ông thường có nét vẽ trong sáng, cấu trúc và trật tự khoáng đạt, thường có màu sắc phong phú và đa dạng.
Poussin dành phần lớn thời gian sự nghiệp tại Roma, chỉ trừ có một khoảng thời gian ngắn khi Cardinal Richelieu yêu cầu ông trở lại Pháp làm họa sĩ cho nhà vua.